# Sebastián Porto
Sebastián Porto (officieel: Sebastián Oscar Porco; Rafaela, 12 september 1978) is een voormalig Argentijns motorcoureur.
Porto, bijnaam „Sebas“ werd als Sebastián Porco in Argentinië geboren. Daar zijn achternaam in het Italiaans echter ongeveer varken betekent, besloot hij, nadat hij naar Europa gekomen was, zijn naam in Porto te veranderen.

## Carrière

### Aanvang
Sebastián Porto begon zijn motorsportcarrière op een elfjarige leeftijd in een regionaal pocketbike-kampioenschap in zijn thuisland. In 1991 en 1992 werd hij Argentijns dirttrack-kampioen in de klassen tot 50- en 125 cc. In de daarop volgende jaren nam Porto op een Yamaha aan het Argentijns 250 cc-kampioenschap deel, dat hij in 1994 wist te winnen. Daarop besloot zijn manager Reinaldo Cozzani, die ook promotor van de Grand Prix van Argentinië was, hem in 1995 naar Europa te sturen.
Porto reed in 1995 twee races in het Spaans Open-Ducados-kampioenschap. In 1996 nam hij deel in het PR2-Team aan het Europees kampioenschap wegrace, waarin hij met vier overwinningen in acht verreden races met afstand de titel wist te veroveren.

### 250 cc-wereldkampioenschap
Porto debuteerde reeds in 1994 bij zijn thuis-grand-prix in het wereldkampioenschap wegrace. Hij startte in de 125 cc-klasse, maar wist niet te finishen. In 1995 nam hij in dezelfde race deel in de 250 cc-klasse en eindigde op de 13e plek.
Vanaf het seizoen 1996 nam Porto aan het gehele 250 cc-wereldkampioenschap deel en reed op een Aprilia. Zijn beste seizoensresultaat was de negende plek bij de Grand Prix van Indonesië, in de eindrangschikking legde hij beslag op de 19e plaats. In 1997 eindigde Porto middels constante finishes in de top 10 op de elfde plaats in het kampioenschap; in 1998 werd hij vanwege enkele technische problemen slechts 22e.
Met het seizoen 1999 stapte Porto over naar het Semprucci-team, waar hij op Yamaha van start ging en de negende plek aan het eind van het seizoen veroverde. Het jaar daarop herhaalde hij datzelfde voor het EDO-Racing-team, wederom op Yamaha en werd met de Michel-Metraux-Trofee voor beste privérijder beloond. Ook in 2001 reed Porto noch relatief onopvallend voor het Duitse Team Yamaha Kurz in de 250 cc-klasse en werd 16e.
De overwinning in 2002 bij de Grand Prix van Rio de Janeiro in Jacarepagua betekende voor Porto zijn doorbraak. Met vier volgende podiumplekken bereikte hij in het team Petronas Sprinta Yamaha TVK de vijfde WK-positie. In 2003 stapte hij over naar het Telefonica MoviStar Junior Team van Alberto Puig, waar hij voor het eerst op een Honda reed. Hoewel hij geen podiumplaats behaalde werd hij achtste in de eindrangschikking.
2004 was Portos met afstand succesvolste jaar in het 250 cc-wereldkampioenschap. Hij won op een Aprilia van Jorge Martínez' Repsol-Aspar-team de race in Grand Prix van Italië, de TT Assen, Grand Prix van Tsjechië, Grand Prix van Qatar en de Grand Prix van Australië, reed in totaal tien keer op het podium en werd met 61 punten achterstand op de Spanjaard Dani Pedrosa vicewereldkampioen. In 2005 behaalde de Argentijn met hetzelfde team nog slechts één overwinning en als gevolg van vele valpartijen en technische problemen werd hij zesde in het eindklassement.
Met het seizoen 2006 maakte Porto de overstap naar Repsol Honda. Na teleurstellende resultaten aan het begin van het seizoen en grote problemen met de Honda kondigde hij kort voor de Grand Prix van Catalonië zijn onmiddellijke terugtrekking uit het 250 cc-wereldkampioenschap aan, omdat hij het plezier in racen verloren had.
Bij zijn 161 starts in het wereldkampioenschap wegrace, die hij op een na alle in de 250 cc-klasse reed, behaalde Sebastián Porto zeven overwinningen, 19 podiumplaatsen, elf polepositions en acht snelste raceronden.